# Troels Harry
Troels Harry (ur. 25 grudnia 1990 w Hvidovre) – duński curler, mistrz świata juniorów 2009, mieszka w Rødovre. W curling gra od 1998, jest zawodnikiem Hvidovre Curling Club, otwierającym u Rasmusa Stjerne.
W 2009 był kapitanem drużyny podczas Zimowego Europejskiego Festiwalu Młodych 2009, Dania zajęła tam ostatnie 6. miejsce – wygrała jeden mecz a przegrała cztery. Harry trzykrotnie (2007, 2008, 2009) zdobywał tytuł mistrza kraju juniorów, również tyle razy wystąpił na mistrzostwach świata. Podczas dwóch pierwszych mistrzostw reprezentacja kraju zajmowała 4. i 7. miejsce. Sukcesem był występ w 2009, Dania po Round-Robin zajmowała 2. miejsce. W wyższym meczu playoff drużyna przegrała z Kanadą 5:11, jednak w półfinale wygrała z USA 9:4 i ostatecznie w finale zrewanżowała się Kanadzie wynikiem 9:6.
Rok później Harry także wystąpił na MŚJ, był otwierającym w zespole Mikkela Krause. Duńczycy z dwoma wygranymi i siedmioma porażkami zostali sklasyfikowani na 8. miejscu. W tym samym roku Harry z drużyną Rasmusa Stjerne reprezentował Danię na Mistrzostwach Europy 2010. Duńczycy dotarli do finału, w którym ulegli 3:5 Norwegii (Thomas Ulsrud). Rok później znaleźli się w meczu o 3. miejsce, w którym pokonali Czechów (Jiří Snítil) 9:6. Pod koniec sezonu 2011/2012 Harry zajął 7. pozycję na MŚ 2012. Na ME 2012 Duńczycy zajęli 4. miejsce, w ostatnim meczu przegrali 4:12 przeciwko Czechom (Jiří Snítil). Także tuż za podium ekipa z Hvidovre uplasowała się w Mistrzostwach Świata 2013. Duńczycy w fazie finałowej ulegli Kanadzie (Brad Jacobs) i Szkotom (David Murdoch).
Reprezentanci Danii zakwalifikowali się do rundy play-off Mistrzostw Europy 2013. Pierwsze spotkanie przeciwko Szkocji (David Murdoch) wygrali 6:5, później przegrali 7:8 mecz półfinałowy ze Szwajcarią (Sven Michel). Ostatecznie Duńczycy uplasowali się poza podium, w meczu o brązowe medale zostali pokonani 6:7 przez Szkotów.
Harry wystąpił w Zimowych Igrzyskach Olimpijskich 2014. Duńczycy uplasowali się na 6. miejscu wygrywając 4 z 9 meczów. W MŚ 2014 zwyciężyli tylko w 2 spotkaniach i zostali sklasyfikowani na ostatniej pozycji. Pod koniec roku reprezentacja Danii zajęła 9. miejsce w Mistrzostwach Europy 2014 i spadła do grupy B.

## Drużyna
|           | Czwarty        | Trzeci             | Drugi           | Otwierający      |
| --------- | -------------- | ------------------ | --------------- | ---------------- |
| 2014/2015 | Rasmus Stjerne | Mikkel Krause      | Oliver Dupont   | Troels Harry     |
| 2011/2014 | Rasmus Stjerne | Johnny Frederiksen | Mikkel Poulsen  | Troels Harry     |
| 2010/2011 | Rasmus Stjerne | Mikkel Krause      | Mikkel Poulsen  | Troels Harry     |
| 2009/2010 | Mikkel Krause  | Oliver Dupont      | Tobias Jacobsen | Troels Harry     |
| ZEFM 2009 | Troels Harry   | Michael Ebsøe      | Daniel Poulsen  | Nikolaj Maegaard |
| 2006/2009 | Rasmus Stjerne | Mikkel Krause      | Oliver Dupont   | Troels Harry     |